# Beenox
A Beenox kanadai videójáték-fejlesztő céget 2000-ben alapította Québec városában Dominique Brown. Fennállása óta számos díjat és elismerést begyűjtött, 2008-ban például a Beenox elnyerte a város legjobb munkáltatójának járó címet, illetve a Game Developers Research ugyanabban az évben megjelent kimutatása az 50 legjobb videójáték fejlesztő között említi a céget. Az Activision 2005. május 25-én vásárolta fel teljes egészében a vállalatot.

## Történet
A vállalat a 2002 és 2006 közötti időszakban javarészt portolással foglalkozott, Microsoft Windows és Mac OS X operációs rendszerekre több mint 30 játék átiratát készítették el, amik főleg népszerű filmeken alapultak, mint az X-Men, a Pókember vagy a Shrek. 2006-tól viszont nagyobb hangsúlyt fektetnek az eredeti játékok fejlesztésére, aminek első jele a DreamWorks Animation Mézengúz című filmjéhez készülő játékváltozat. A 2007-es E3 keretein belül az Activision bejelentette, hogy az újragondolt Pókember játék, a Spider-Man: Friend or Foe Windowsra megjelenő változatát a Beenox fogja fejleszteni. A vállalat körülbelül 440 alkalmazottat foglalkoztat, akik a hetedik generációs konzolokra (PlayStation 3, Xbox 360, Wii) fejlesztenek. A legutóbb elkészült játékuk a Spider-Man: Shattered Dimensions címet viselte, ami 2010 őszén jelent meg, hamarosan pedig a boltokba kerül a Spider-Man: Edge of Time, ami szintén a Pókembert állítja a középpontba. 2011 január 13-án az Activision bejelentette, hogy a Spider-Man: Shattered Dimensions sikerei hatására a franchise jövőben megjelenő részeinek fejlesztésével elsősorban a Beenoxot bízza meg.

## Önálló fejlesztések
- Pillars of Garendall - 2001 (PC, Mac OS, Mac OS X)
- Coldstone game engine - 2002 (Mac OS)
- Bee Movie Game - 2007 (Xbox 360, PlayStation 2, PC)
- Monsters vs. Aliens - 2009 (PlayStation 3, Xbox 360, Wii, PlayStation 2, PC)
- Guitar Hero Smash Hits - 2009 (PlayStation 3, Xbox 360, Wii, PlayStation 2)
- Spider-Man: Shattered Dimensions - 2010 (PC, PlayStation 3, Xbox 360, Wii)
- Spider-Man: Edge of Time - 2011 (PC, PlayStation 3, Xbox 360, Wii)
- Spider-Man: Edge of Time - 2011 (PC, PlayStation 3, Xbox 360, Wii)
- The Amazing Spider-Man - 2012 (Nintendo 3DS, PC, PlayStation 3, Wii, Wii U, Xbox 360)
- The Amazing Spider-Man 2 - 2014 (Nintendo 3DS, PC, PlayStation 3, PlayStation 4, Wii U, Xbox 360, Xbox One)
- Skylanders: Trap Team - 2014 (Nintendo 3DS, PlayStation 3, PlayStation 4, Wii, Wii U, Xbox 360, Xbox One)
- Skylanders: SuperChargers - 2015 (PlayStation 3, PlayStation 4, Wii U, Xbox 360, Xbox One)
- Skylanders: SuperChargers Racing - 2015 (Wii, Nintendo 3DS)

## Átiratok
- Tony Hawk’s Pro Skater 4 - 2003 (Microsoft Windows)
- Kelly Slater’s Pro Surfer - 2003 (Microsoft Windows)
- Tony Hawk's Underground 2 - 2004 (Microsoft Windows)
- The Lord of the Rings: The Return of the King - 2004 (OS X)
- Pitfall: The Lost Expedition - 2004 (Microsoft Windows)
- Shrek 2: Team Action - 2004 (Microsoft Windows)
- Madagascar - 2005 (Microsoft Windows)
- Fantastic 4 - 2005 (Microsoft Windows)
- Tony Hawk’s Underground - 2005 (Microsoft Windows)
- Ultimate Spider-Man - 2005 (Microsoft Windows)
- Gun - 2005 (Microsoft Windows)
- Over the Hedge - 2006 (Microsoft Windows)
- X-Men: The Official Game - 2006 (Microsoft Windows)
- Cars - 2006 (Microsoft Windows)
- Spider-Man 3 - 2007 (Microsoft Windows)
- Spider-Man: Friend or Foe - 2007 (Microsoft Windows)
- Kung Fu Panda - 2008 (Microsoft Windows)
- 007: Quantum of Solace - 2008 (Microsoft Windows, Wii)
- Kung Fu Panda - 2009 (OS X)
- Transformers: Revenge of the Fallen - 2009 (Microsoft Windows)
- Skylanders: Swap Force - 2013 (Wii)
- Call of Duty: Black Ops III - 2015 (PlayStation 3, Xbox 360)